# Gu Yanwu
Gu Yanwu (chinês: 顧炎武) (15 de julho de 1613 - 15 de fevereiro de 1682), também conhecido como Gu Tinglin (chinês: 顧亭林), foi um filólogo chinês, geógrafo e famoso estudioso-oficial da dinastia Qing. Ele passou sua juventude durante a conquista manchu da China em atividades anti-manchu depois que a dinastia Ming foi derrubada. Ele nunca serviu a dinastia Qing. Em vez disso, viajou por todo o país e se dedicou aos estudos.

## Aforismo
"Todos são responsáveis pelo destino do mundo" (chinês: 天下興亡匹夫有責; pinyin: tiān xià xīng wáng, pǐ fū yǒu zé)
Alternativamente, A ascensão e queda da nação diz respeito a todos; ou Todos são responsáveis pela prosperidade da sociedade.